# Sankt Johannes Chorknaben
Die Sankt Johannes Chorknaben wurden 1960 als Knabenschola von Kaplan Bernhard Reck gegründet, Oberlehrer Karl Schmid übernahm die Leitung. Der Chor ist heute Mitglied der internationalen Bewegung der Pueri Cantores. Im Jahr 1966 übernahm Hugo Birkhofer als Student die Leitung. In den letzten Jahren ist ihm mit Volker Braig ein studierter Schul- und Kirchenmusiker mit A-Examen zur Seite getreten, welcher selbst zum Chormitglied herangewachsen ist. Am 28. Juni 2009 wurde Hugo Birkhofer im Rahmen des Festgottesdienstes zum Patrozinium der Stadtkirche St. Johannes Baptist nach 43 Jahren Chorleitertätigkeit feierlich verabschiedet.
Bauzeugen in der Stadtpfarrkirche Bad Saulgau aus dem 15. Jahrhundert weisen darauf hin, dass schon im Mittelalter der Chordienst von Knaben verrichtet wurde.
Im Laufe der Jahre wuchs die Anzahl der Mitglieder auf über 100, so dass der Chor nun vierstimmig auftreten kann. Nach englischer Tradition bilden junge Männerstimmen den Altus. Tenor und Bass werden traditionsgemäß von Männern gestellt.

## Programm
Der liturgische Dienst an der Stadtpfarrkirche St. Johannes – besonders zu Weihnachten und Ostern – ist die vornehmste Aufgabe des Chores. Im Programm stehen immer wieder Motetten der Renaissance und des Barocks, Werke aus Klassik und Romantik, sowie des 20. Jahrhunderts und des Gregorianischen Chorals.
Werke von Johann Sebastian Bach – wiederholt das Weihnachtsoratorium, die Johannes-Passion, das Magnificat und diverse Motetten – und Georg Friedrich Händel, die Schöpfung und die großen Messen von Joseph Haydn und Chorwerke von Wolfgang Amadeus Mozart – unter anderem das Requiem und die Messen – gehören zu dem Repertoire der Chorknaben.
Der Chor musiziert seit 10 Jahren mit dem Ensemble La Banda, einem Orchester mit historischen Instrumenten, es wurden auch schon mehrere CDs produziert.

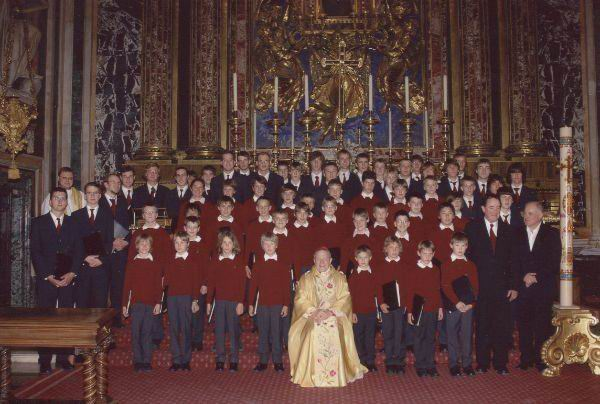
Sankt-Johannes-Chorknaben Rom 2007

Der Chor veranstaltet Konzertreisen in die nähere Umgebung, aber auch ins Ausland – unter anderem nach Rom 2007 und 2016.

## Organisation
Die Kinder sind nicht in einem Internat untergebracht, sondern wohnen zu Hause. Unterstützt wird die Chorleitung von drei Stimmbildnerinnen und mehreren Chormitgliedern, die bei Organisation und Ausbildung mithelfen.
Ein 220 Mitglieder starker Förderverein verwaltet die Finanzen, macht die Verträge, besorgt Zuschüsse und Spenden und organisiert wichtige Unternehmungen.

## Hörproben
Ausschnitte aus dem Jahreskonzert 2006:
- Credomesse von W.A.Mozart: Agnus Dei – Dona nobis pacem (Ogg-Format)

Ausschnitte aus dem Jahreskonzert 2007:
- Motette von G.A.Homilius: Kommt herzu, lasset uns dem Herrn frohlocken (Ogg-Format)

- G.F.Händel: Halleluja aus Der Messias (Ogg-Format)